# Strażnicy z Chinatown
Strażnicy z Chinatown (ang. Three Delivery, 2008–2009) – kanadyjsko-amerykański serial animowany. Wyprodukowany przez Animation Collective oraz YTV.
Serial w Polsce po raz pierwszy pojawił się na kanale ZigZap (odcinki 1–26) 10 grudnia 2009. Łącznie serial liczy 26 odcinków pełnometrażowych oraz 11 krótkometrażowych. Odcinki krótkometrażowe dostępne są na stronie ZigZap’a.

## Fabuła
Kilka lat wstecz młody i zły uczeń Kong Li wykorzystuje moc z magicznej książki kucharskiej, aby rozprzestrzenić w Chinatown tajemne receptury. Jednak dzięki starożytnemu zaklęciu wokół miasta powstaje pole mocy, które pozostawia złą magię w zamknięciu. Po upływie kilku lat Kong Li powraca, aby odnaleźć przepis na najpotężniejszą z receptur. Trójka nastolatków, Sue, Sid i Tobey, chcąc ratować świat, muszą nauczyć się operować zaklęciami. Pan Wu i Nana muszą im w tym pomóc, by świat mógł dalej istnieć.

## Bohaterowie
- Sue – siostra Sida. Jest dostawczynią w Ogrodzie Wu, bardzo mądra i ładna
- Sid – brat Sue. Jest dostawcą w „Ogrodzie Wu”
- Tobey – bardzo zwinny i zawsze uśmiechnięty. Jest dostawcą w „Ogrodzie Wu”. Jego ojcem jest Kong Lee
- Pan Wu (Kalvin Wu) – właściciel „Ogrodu Wu”
- Nana – matka Kalvina, nauczycielka Sue, Sida i Tobeygo.
- Kong Lee – dawny przyjaciel Nany. Chce zawładnąć światem, ale do tego potrzebuje czarodziejskiej „Księgi Przepisów”
- Barney – syn Pana Wu, pracuje w „Ogrodzie Wu”

## Wersja polska
Wersja polska: na zlecenie ZigZapa – Master Film

Reżyseria: Agata Gawrońska-Bauman

Dialogi:
- Anna Hausner (odc. 1-10, 15-18, 25-26),
- Katarzyna Krzysztopik (odc. 11-14, 19-24)

Dźwięk:
- Mateusz Michniewicz (odc. 1-8),
- Jacek Osławski (odc. 9-26)

Montaż:
- Paweł Siwiec (odc. 1-8),
- Jacek Osławski (odc. 9-26)

Kierownictwo produkcji: Katarzyna Fijałkowska

Wystąpili:
- Izabella Bukowska-Chądzyńska – Sue
- Jacek Kopczyński – Sid
- Grzegorz Drojewski – Tobey
- Elżbieta Kijowska – Nana
- Cezary Kwieciński – Pan Wu
- Radosław Pazura – Barney
- Adam Bauman – Kong Li
- Mikołaj Klimek –
  - Generał Yang (odc. 2),
  - Kameleon (odc. 6, 18)
- Jacek Wolszczak –
  - Ken (odc. 4),
  - Eugene (odc. 24)
- Waldemar Barwiński – Chris (odc. 5)
- Julia Kołakowska – Odmłodzona Nana (odc. 8)
- Aleksander Mikołajczak – Feng (odc. 11)
- Cezary Nowak – Jean (odc. 12)
- Hanna Kinder-Kiss – Alex (odc. 17)
- Brygida Turowska – Jason (odc. 17)
- Agata Gawrońska-Bauman – Max (odc. 18)
- Artur Pontek – Kevin (odc. 19)
- Monika Wierzbicka – Eunice (odc. 19)
- Grzegorz Pawlak – Pan Guaja (odc. 19)
- Tomasz Kozłowicz – Will (odc. 21)
- Andrzej Chudy – Pan Andrius (odc. 21)
- Mirosław Wieprzewski – Pan Chong (odc. 24)
- Janusz Wituch
- Agnieszka Fajlhauer
- Wit Apostolakis-Gluziński
- Katarzyna Tatarak
- Zbigniew Suszyński

Lektor: Paweł Bukrewicz

## Spis odcinków
| Premiera odcinka        | Nr  | Polski tytuł                                                                                        | Angielski tytuł                                                                   |
| ----------------------- | --- | --------------------------------------------------------------------------------------------------- | --------------------------------------------------------------------------------- |
|                         |     | |                                                                                   |
| SERIA PIERWSZA          |     | |                                                                                   |
|                         |     | |                                                                                   |
| 10.12.2009              | 01  | Trzęsienie ziemi                                                                                    | I Feel the Earth Move                                                             |
|                         |     | |                                                                                   |
| 11.12.2009              | 02  | Zupa z piekła rodem                                                                                 | Bottomless Soup                                                                   |
|                         |     | |                                                                                   |
| 12.12.2009              | 03  | Zielone kule ognia                                                                                  | Great Balls of Fire                                                               |
|                         |     | |                                                                                   |
| 13.12.2009              | 04  | Magiczne ciasteczka                                                                                 | Let Them Eat Cookies                                                              |
|                         |     | |                                                                                   |
| 14.12.2009              | 05  | Inny świat                                                                                          | The Other Garden                                                                  |
|                         |     | |                                                                                   |
| 15.12.2009              | 06  | Kameleon                                                                                            | Shape Shifter                                                                     |
|                         |     | |                                                                                   |
| 16.12.2009              | 07  | Nauczyciel                                                                                          | The Tutor                                                                         |
|                         |     | |                                                                                   |
| 17.12.2009              | 08  | Wszystkiego najlepszego, Sid                                                                        | Happy Birthday to Sid                                                             |
|                         |     | |                                                                                   |
| 18.12.2009              | 09  | Jiangshi                                                                                            | The Jiangshi                                                                      |
|                         |     | |                                                                                   |
| 19.12.2009              | 10  | Żołnierze z terakoty                                                                                | Terracotta Warriors                                                               |
|                         |     | |                                                                                   |
| 20.12.2009              | 11  | Kokon                                                                                               | Cocoon                                                                            |
|                         |     | |                                                                                   |
| 21.12.2009              | 12  | Noc Niana                                                                                           | Night of the Nian                                                                 |
|                         |     | |                                                                                   |
| 22.12.2009              | 13  | Problemy z farbą                                                                                    | Paint Problem                                                                     |
|                         |     | |                                                                                   |
| 23.12.2009              | 14  | Piątek, trzynastego                                                                                 | Friday the 13th to the 4th Power                                                  |
|                         |     | |                                                                                   |
| 24.12.2009              | 15  | Słodkich snów                                                                                       | Bedtime for Baku                                                                  |
|                         |     | |                                                                                   |
| 25.12.2009              | 16  | Przepisy atakują                                                                                    | Cookbook Crooks                                                                   |
|                         |     | |                                                                                   |
| 26.12.2009              | 17  | Żołnierze z zaświatów                                                                               | Underworld Rising                                                                 |
|                         |     | |                                                                                   |
| 27.12.2009              | 18  | Nocny pracownik                                                                                     | New Employee                                                                      |
|                         |     | |                                                                                   |
| 28.12.2009              | 19  | Noc żywych warzyw                                                                                   | Night of the Living Vegetables                                                    |
|                         |     | |                                                                                   |
| 29.12.2009              | 20  | Czynnik strachu                                                                                     | Fear Factor                                                                       |
|                         |     | |                                                                                   |
| 30.12.2009              | 21  | Mur Chiang                                                                                          | Qiang Wall of Chinatown                                                           |
|                         |     | |                                                                                   |
| 31.12.2009              | 22  | Super Sid                                                                                           | Super Sid                                                                         |
|                         |     | |                                                                                   |
| 01.01.2010              | 23  | Chiński Nowy Rok                                                                                    | Chinese New Year                                                                  |
|                         |     | |                                                                                   |
| 02.01.2010              | 24  | Fala upałów                                                                                         | Heat Wave                                                                         |
|                         |     | |                                                                                   |
| 03.01.2010              | 25  | Podróż w czasie                                                                                     | Time Travel                                                                       |
|                         |     | |                                                                                   |
| 04.01.2010              | 26  | Przeznaczenie                                                                                       | Origins                                                                           |
|                         |     | |                                                                                   |
| ODCINKI KRÓTKOMETRAŻOWE |     | |                                                                                   |
|                         |     | |                                                                                   |
|                         | S01 | Milczenie jest złotem Mowa jest srebrem, a milczenie złotem                                         | Silence is Golden A Silver Tongue is fine, but Silence is Golden                  |
|                         |     | |                                                                                   |
|                         | S02 | Latający bąk Nic tak nie unosi ducha jak powiew wiatru                                              | Flying Fart There is Nothing to make the Spirit Soar like the Passing of the Wind |
|                         |     | |                                                                                   |
|                         | S03 | Przepowiednia Ten kto widzi przyszłość, może być krótkowzroczny                                     | Fortune He Who Sees the Future May Be Nearsighted                                 |
|                         |     | |                                                                                   |
|                         | S04 | Niewidzialność Niewidzialny? To chyba żarty!                                                        | Invisibility Out of Sight? You’re Out of Your Mind!                               |
|                         |     | |                                                                                   |
|                         | S05 | Przyśpieszenie Głupota zawsze pozostanie głupotą                                                    | Fast Forward Foolishness is the Same Forward as Backward                          |
|                         |     | |                                                                                   |
|                         | S06 | Sobowtór Dwie głowy nie zawsze są lepsze niż jedna                                                  | Seeing Double Two Heads Are not Always Better than One                            |
|                         |     | |                                                                                   |
|                         | S07 | Quiz Wiedza wiedzy nierówna                                                                         | Pop Quiz All Knowledge is not Equal                                               |
|                         |     | |                                                                                   |
|                         | S08 | Zmiana zup Żeby mnie poznać, przejdź kilometr w moich butach. Ale trzymaj łapy z dala od mojej zupy | Soup-swap To Know Me, Walk a Mile in My Shoes. But Keep Your Hands Out of My Soup |
|                         |     | |                                                                                   |
|                         | S09 | Podniebny wyścig Nie wszystkie wyścigi są po to, żeby je wygrać                                     | Rooftop Race Not All Races are Meant to Be Won                                    |
|                         |     | |                                                                                   |
|                         | S10 | Kici, kici Strzeż się gadających zwierząt                                                           | Here Kitty Beware of Talking Animals                                              |
|                         |     | |                                                                                   |
|                         | S11 | Ciasteczko z wróżbą                                                                                 | Music Video                                                                       |
|                         |     | |                                                                                   |